# Championnats d'Afrique de badminton
Ne doit pas être confondu avec les Jeux africains.
Les Championnats d'Afrique de badminton sont les championnats opposant les meilleurs joueurs africains de simple hommes, simple dames, double hommes, double dames et double mixte. Ils sont organisés par la Confédération africaine de badminton (BCA) tous les ans depuis 2006, excepté en 2008 et 2016 où ils ont été annulés. Selon les éditions, une épreuve par équipes est ajoutée en plus des 5 disciplines individuelles.
La compétition est l'une des cinq compétitions continentales, avec les Championnats d'Europe, les Championnats d'Asie, les Championnats panaméricains et les Championnats d'Océanie.
Elle fait partie du circuit du BWF World Tour, et rapporte donc des points dans le classement mondial. Ce championnat équivaut à un tournoi International Challenge, ce qui fait de cette compétition le championnat continental qui rapporte le moins de points, avec les Championnats d'Océanie. 

## Palmarès
| Année | Lieu                                        | Simple hommes                               | Simple dames                                | Double hommes                               | Double dames                                | Double mixte                                | Par équipes                                   |
| ----- | ------------------------------------------- | ------------------------------------------- | ------------------------------------------- | ------------------------------------------- | ------------------------------------------- | ------------------------------------------- | --------------------------------------------- |
| 1979  | Kumasi (GHA)                                | Non disputé                                 | Non disputé                                 | Non disputé                                 | Non disputé                                 | Non disputé                                 | Hommes : Kenya Femmes : Kenya Juniors : Kenya |
| 1980  | Beira (MOZ)                                 | Non disputé                                 | Non disputé                                 | Non disputé                                 | Non disputé                                 | ?                                           | Hommes : Nigeria Femmes : ? Juniors : Nigeria |
| 1982  | Lagos (NGA)                                 |                                             |                                             |                                             |                                             |                                             | Femmes : Nigeria                              |
| 1984  | Dar es Salam (TAN)                          |                                             |                                             |                                             |                                             |                                             |                                               |
| 1988  | Lagos (NGA),                                |                                             |                                             |                                             |                                             |                                             |                                               |
| 1992  | Rose Hill (MRI)                             | Eddy Clarisse                               | Lina Fourie                                 | Anton Kriel Nico Meerholz                   | Augusta Phillips Tracey Thompson            | Anton Kriel Lina Fourie                     | Afrique du Sud                                |
| 1994  | ????? (MRI)                                 | Eddy Clarisse                               |                                             |                                             |                                             |                                             |                                               |
| 1996  | Lagos (NGA)                                 | Agarawu Tunde                               | Obiageli Olorunsola                         | Danjuma Fatauchi Agarawu Tunde              | Obiageli Olorunsola Olamide Toyin Adebayo   | Kayode Akinsanya Obiageli Olorunsola        |                                               |
| 1998  | Rose Hill (MRI)                             | Eddy Clarisse                               | Lina Fourie                                 | Johan Kleingeld Anton Kriel                 | Lina Fourie Monique Ric-Hansen              | Anton Kriel Michelle Edwards                |                                               |
| 2000  | Bauchi (NGA)                                | Denis Constantin                            | Amrita Sawaram                              | Denis Constantin Eddy Clarisse              | Grace Daniel Miriam Sude                    | Abimbola Odejoke Bridget Ibenero            | Maurice                                       |
| 2002  | Casablanca (MAR)                            | Abimbola Odejoke                            | Juliette Ah-Wan                             | Denis Constantin Stéphane Beeharry          | Michelle Edwards Chantal Botts              | Chris Dedman Antoinette Uys                 |                                               |
| 2004  | Rose Hill (MRI)                             | Dotun Akinsanya                             | Michelle Edwards                            | Johan Kleingeld Chris Dednam                | Michelle Edwards Chantal Botts              | Greg Orobosa Okuonghae Grace Daniel         |                                               |
| 2006  | Alger (ALG)                                 | Nabil Lasmari                               | Juliette Ah-Wan                             | Roelof Dednam Chris Dednam                  | Michelle Edwards Stacey Doubell             | Georgie Cupidon Juliette Ah-Wan             |                                               |
| 2007  | Rose Hill (MRI)                             | Nabil Lasmari                               | Grace Daniel                                | Roelof Dednam Chris Dednam                  | Michelle Edwards Chantal Botts              | Georgie Cupidon Juliette Ah-Wan             | Seychelles                                    |
| 2008  | Abuja (NGA)                                 | Édition annulée                             | Édition annulée                             | Édition annulée                             | Édition annulée                             | Édition annulée                             | Édition annulée                               |
| 2009  | Nairobi (KEN)                               | Ola Fagbemi                                 | Juliette Ah-Wan                             | Jinkan Ifraimu Ola Fagbemi                  | Grace Daniel Mary Gideon                    | Ola Fagbemi Grace Daniel                    | Nigeria                                       |
| 2010  | Kampala (UGA)                               | Jinkan Ifraimu                              | Hadia Hosny                                 | Jinkan Ifraimu Ola Fagbemi                  | Michelle Edwards Annari Viljoen             | Dorian Lance James Michelle Edwards         |                                               |
| 2011  | Marrakech (MAR)                             | Jinkan Ifraimu                              | Stacey Doubell                              | Dorian Lance James Willem Viljoen           | Michelle Edwards Annari Viljoen             | Willem Viljoen Annari Viljoen               | Afrique du Sud                                |
| 2012  | Addis-Abeba (ETH)                           | Jacob Maliekal                              | Grace Gabriel                               | Dorian Lance James Willem Viljoen           | Michelle Edwards Annari Viljoen             | Dorian Lance James Michelle Edwards         |                                               |
| 2013  | Rose Hill (MRI)                             | Jacob Maliekal                              | Grace Gabriel                               | Andries Malan Willem Viljoen                | Juliette Ah-Wan Allisen Camille             | Willem Viljoen Michelle Butler-Emmett       | Afrique du Sud                                |
| 2014  | Gaborone (BOT)                              | Jacob Maliekal                              | Kate Foo Kune                               | Andries Malan Willem Viljoen                | Kate Foo Kune Yeldy Louison                 | Willem Viljoen Michelle Butler-Emmett       | Afrique du Sud                                |
| 2015  | Édition intégrée aux Jeux africains de 2015 | Édition intégrée aux Jeux africains de 2015 | Édition intégrée aux Jeux africains de 2015 | Édition intégrée aux Jeux africains de 2015 | Édition intégrée aux Jeux africains de 2015 | Édition intégrée aux Jeux africains de 2015 | Édition intégrée aux Jeux africains de 2015   |
| 2016  | Pas d'édition                               | Pas d'édition                               | Pas d'édition                               | Pas d'édition                               | Pas d'édition                               | Pas d'édition                               | Pas d'édition                                 |
| 2017  | Pretoria (RSA)                              | Adel Hamek                                  | Kate Foo Kune                               | Koceila Mammeri Youcef Sabri Medel          | Michelle Butler-Emmett Jennifer Fry         | Andries Malan Jennifer Fry                  | Mixte : Égypte                                |
| 2018  | Alger (ALG)                                 | Georges Paul                                | Kate Foo Kune                               | Mohamed Abderrahime Belarbi Adel Hamek      | Juliette Ah-Wan Allisen Camille             | Koceila Mammeri Linda Mazri                 | Non disputé                                   |
| 2019  | Port Harcourt (NGA)                         | Juwon Opeyori                               | Dorcas Ajoke Adesokan                       | Koceila Mammeri Youcef Sabri Medel          | Dorcas Ajoke Adesokan Deborah Ukeh          | Koceila Mammeri Linda Mazri                 | Mixte : Nigeria                               |
| 2020  | Le Caire (EGY)                              | Georges Paul                                | Kate Foo Kune                               | Koceila Mammeri Youcef Sabri Medel          | Doha Hany Hadia Hosny                       | Adham Hatem Elgamal Doha Hany               | Hommes : Algérie Femmes : Égypte              |
| 2021  | Kampala (UGA)                               | Adham Hatem Elgamal                         | Johanita Scholtz                            | Koceila Mammeri Youcef Sabri Medel          | Amy Ackerman Johanita Scholtz               | Koceila Mammeri Tanina Mammeri              | Mixte : Égypte                                |
| 2022  | Kampala (UGA)                               | Anuoluwapo Juwon Opeyori                    | Nour Ahmed Youssri                          | Koceila Mammeri Youcef Sabri Medel          | Lorna Bodha Kobita Dookhee                  | Koceila Mammeri Tanina Mammeri              | Hommes : Algérie Femmes : Égypte              |
| 2023  | Benoni (RSA)                                | Anuoluwapo Juwon Opeyori                    | Fadilah Shamika Mohamed Rafi                | Jarred Elliott Robert Summers               | Amy Ackerman Deidre Laurens                 | Koceila Mammeri Tanina Mammeri              | Mixte : Égypte                                |
| 2024  | Le Caire (EGY)                              | Anuoluwapo Juwon Opeyori                    | Kate Ludik                                  | Koceila Mammeri Youcef Sabri Medel          | Amy Ackerman Deidre Laurens                 | Koceila Mammeri Tanina Mammeri              | Hommes : Algérie Femmes : Afrique du Sud      |
| 2025  | Douala (CMR)                                | Anuoluwapo Juwon Opeyori                    | Nour Ahmed Youssri                          | Koceila Mammeri Youcef Sabri Medel          | Amy Ackerman Johanita Scholtz               | Koceila Mammeri Tanina Mammeri              | Mixte : Algérie                               |